# Friedrich Adler (Baurat)

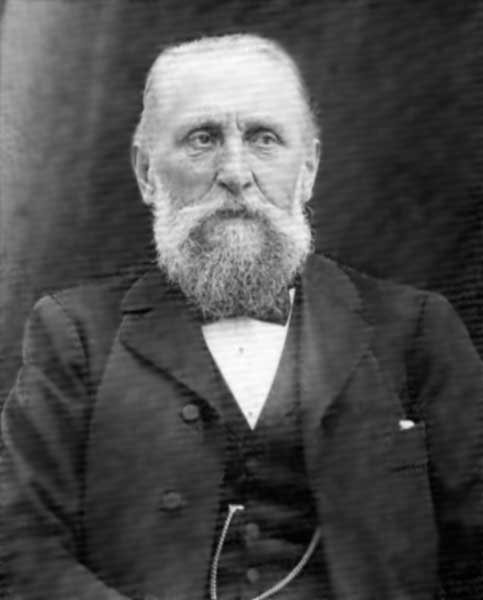
Friedrich Adler

Johannes Heinrich Friedrich Adler (* 15. Oktober 1827 in Berlin; † 15. September 1908 in Charlottenburg) war ein deutscher Architekt, Baubeamter und Bauforscher.

## Leben

### Bildungsweg
Friedrich Adler, Sohn des Mehlhändlers Johann Karl Friedrich Adler (1788–1857) und seiner Frau Marie Louise Dorothea (geb. Kochhann; † 1866), wuchs als Einzelkind in der Berliner Dorotheenstadt auf. Entscheidend für Adlers Entwicklung war das enge Verhältnis zu seinem Onkel Friedrich Heinrich Eduard Kochhann, dem späteren Stadtverordnetenvorsteher und Ehrenbürger Berlins. Entgegen dem Willen des Vaters schloss Adler 1845 sein Abitur als primus omnium ab, dann absolvierte er eine Lehre zum Feldmesser und begann 1848 ein Studium an der Berliner Bauakademie.
Über naturwissenschaftliche und kunstgeschichtliche Vorlesungen an der Berliner Friedrich-Wilhelms-Universität entwickelte er sein Potenzial über einen intensiven Zeichen- und Malunterricht an der Kunstakademie weiter. An der Bauakademie hatte er Kontakt zu den Architekten und Bauforschern Karl Bötticher, Ferdinand von Arnim, Heinrich Strack und Friedrich August Stüler.

### Beginn als Architekt

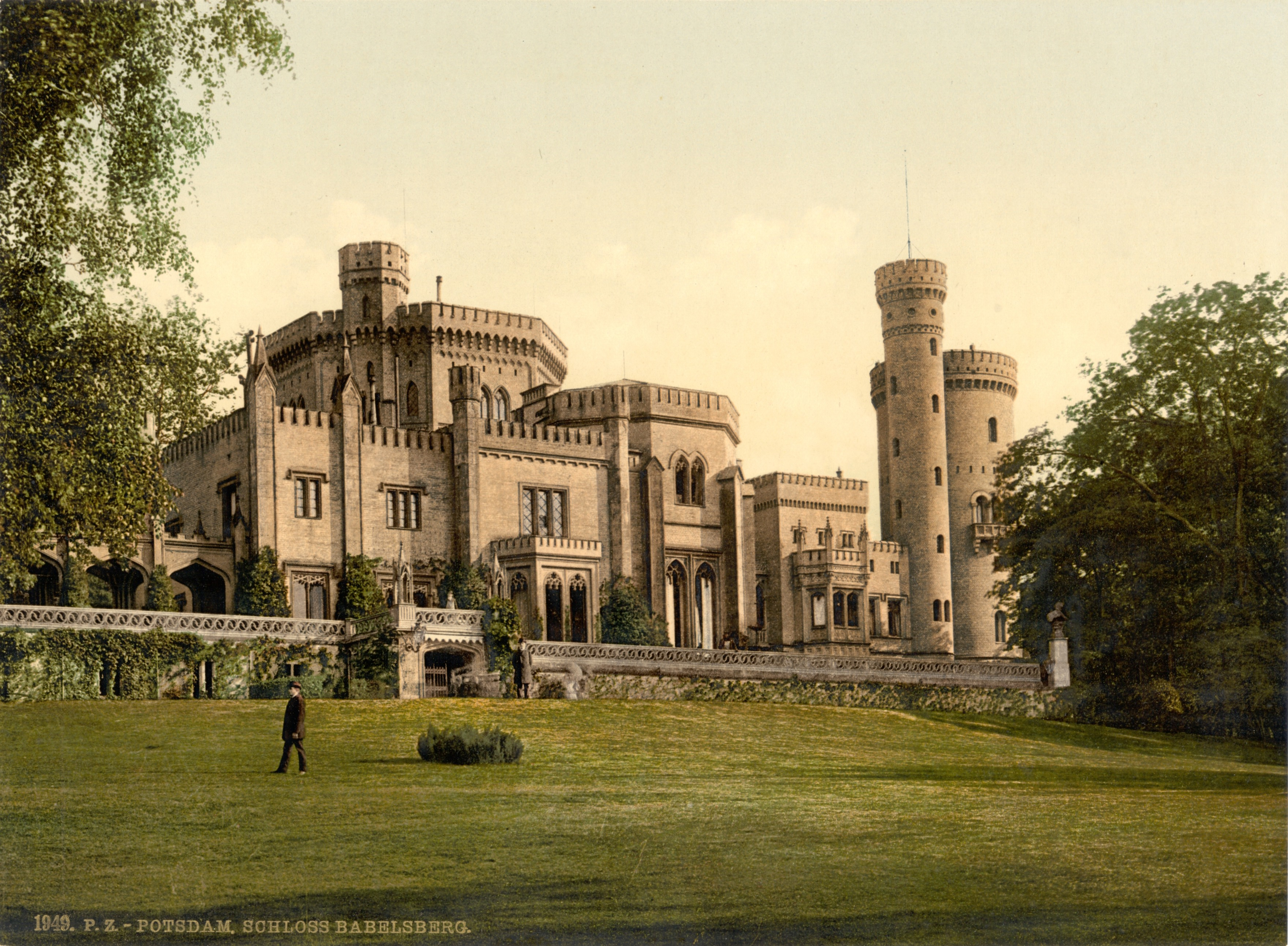
Schloss Babelsberg um 1900

Nach bestandenen Examen 1850 wurde Friedrich Adler Bauführer bei Heinrich Strack, wo er mit der Berliner Petrikirche am Spittelmarkt und der Vollendung des von Karl Friedrich Schinkel begonnenen Schlosses Babelsberg betraut wurde. Über Schinkels Beziehungen trat er in enge Verbindung zu dem damals führenden deutschen Altertumswissenschaftler und Archäologen Ernst Curtius, der den begabten Zeichner für seine Publikationen in Dienst nahm. 1851 trat Adler in das Büro Friedrich August Stülers ein, wo er erste bedeutendere eigene Werke entwarf und ausführte. So entstand unter ihm zwischen 1852 und 1857 in der verlängerten Dorotheenstraße in Berlin ein herrschaftlicher Wohnhauskomplex, dessen Bauweise von der Lehre Böttichers beeinflusst wurde. Wenig später schuf Adler im polnischen Ozorków eine umfangreiche Herrenhausanlage für einen Industriellen, ein herrschaftliches Sommerhaus am Strand von Hapsal in Estland und eine Reihe kleinerer Bauwerke wie Erbbegräbnisse und Kapellen, vornehmlich in Berlin und der Mark Brandenburg.

### Baugeschichte des mittelalterlichen Preußen
Waren Friedrich Adlers Interessen an der Baugeschichte bislang ausschließlich auf das Altertum ausgerichtet, so wandte er sich 1853 erstmals in einem Vortrag der mittelalterlichen Bauwelt zu. Seine Besprechung der Bauten zu Marienwerder und Marienburg zeigte erstmals eine Beschäftigung mit der Technik des Backsteinbaus, einem Gebiet, das für die folgenden Jahrzehnte sein Forschungsschwerpunkt bleiben sollte. Im Herbst 1854 verpflichtete Stüler ihn, nach dem abgelegten zweiten Staatsexamen, die Bartholomäuskirche am Friedrichshain im gotischen Stil auszuführen. Da zum damaligen Zeitpunkt keine wissenschaftlichen Darstellungen zur preußischen Baugeschichte existierten, gab Adler parallel zur praktischen Tätigkeit ab 1859 ein großes Tafelwerk über die Mittelalterlichen Backsteinbauwerke des preußischen Staates in mehreren Teilen heraus.

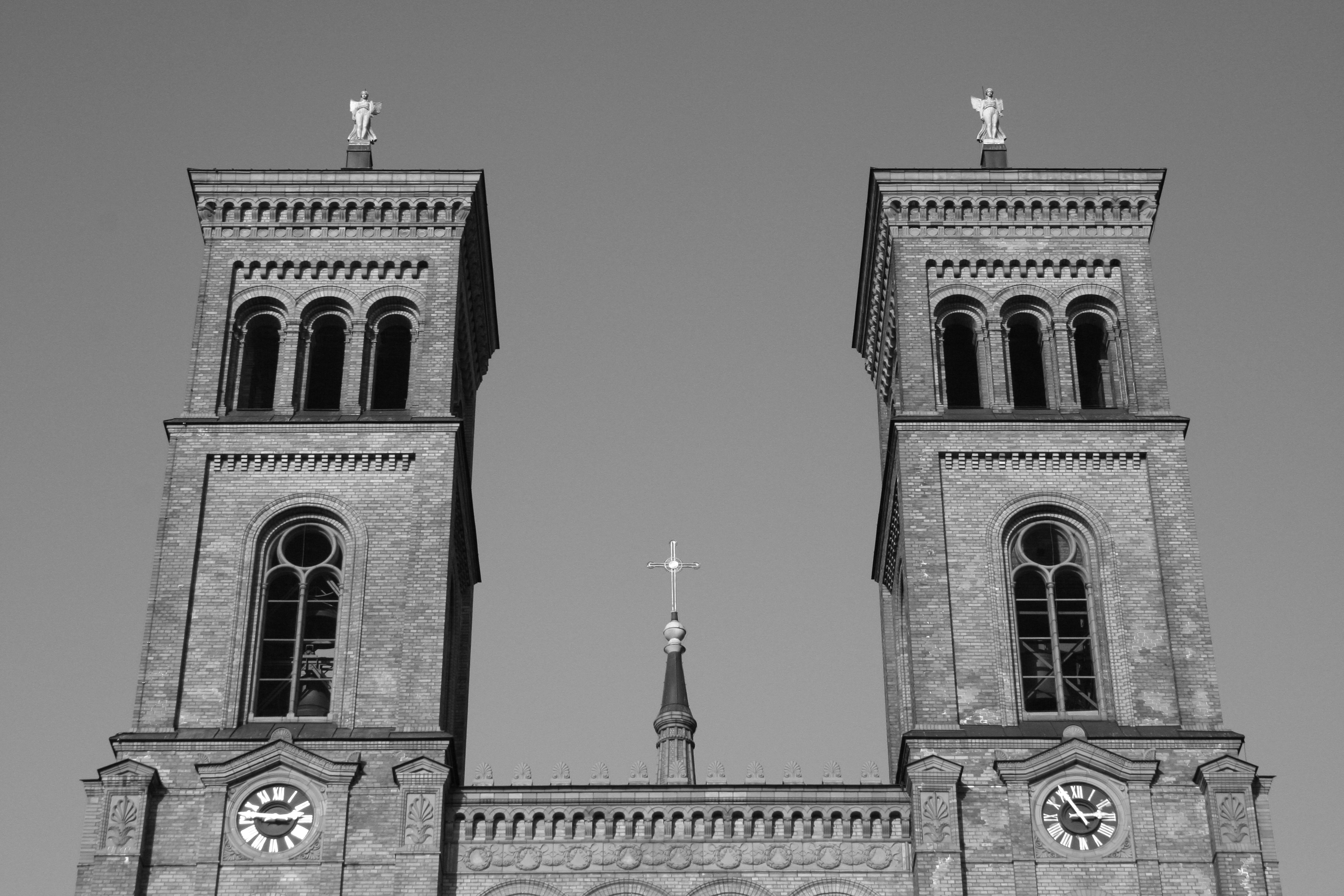
Türme der St.-Thomas-Kirche am Mariannenplatz in Berlin-Kreuzberg

Die Anerkennung, die Adler genoss, spiegelte sich in der Aufnahme in den Gelehrtenausschuss des Hilfsvereins für das Germanische Museum in Nürnberg wider. 1855 wurde er Hochschullehrer mit der Ernennung zum Assistenten an der Bauakademie bei Ferdinand von Arnim. Weitere Arbeiten wie der Umbau der Dorfkirche zu Gröben, Kreis Teltow (1860), das Wohnhaus für den Stadtrat Georg Halske am Anhalter Bahnhof in Berlin (1859/60, zerstört), das Wohnhaus Kochhanns, Berlin-Mitte, Georgenstraße 44/Bauhofstraße 7 (1863–1865, zerstört), sowie eine Doppelhausanlage nahe dem Boulevard Unter den Linden erweiterten das Wirkungsspektrum Adlers.
Im Jahr 1862 hatte der Berliner Missionsverein zur Unterstützung hilfsbedürftiger Christen den Beschluss gefasst, ein eigenes Gotteshaus zu errichten. Für die Pläne einer gotischen Kirche gewann der Verein Friedrich Adler, den damaligen Kenner dieses Baustils unter den aktiven Architekten. Adler leitete dann von 1862 bis 1865 den Bau der Christus-Kirche, die trotz Anlehnung an mittelalterliche und märkische Vorbilder vor allem durch die Verwendung von Eisenkonstruktionen im Innern als eigene Interpretation dieses Baustils im Sinne der Kirchen-Entwürfe Schinkels angesehen werden kann. Der architektonische Durchbruch gelang Adler 1863 mit dem Bau der Thomas-Kirche in Berlin. Die Thomas-Kirche mit ihrem einem Zentralbau angenäherten Predigtraum und den gangartig verengten Seitenschiffen wurde fortan beispielgebend für den deutschen protestantischen Kirchenbau. In den Jahren 1865/66 besorgte Adler für die Familie von Rohr den Umbau von Schloss Meyenburg in der Prignitz im Stil der norddeutschen Renaissance. Im Frühjahr 1869 wurde der nun allseits umworbene, vielseitige Friedrich Adler zum Vorsitzenden des in ganz Preußen einflussreich agierenden Architektenvereins gewählt.
Schon beim Baubeginn für sein drittes Gotteshaus, die Christus- und Garnisonkirche in Wilhelmshaven, hatte er wie vom Kriegsministerium ausdrücklich gefordert, in „gothischen Formen“ zu projektieren. Anders als bei der zuvor errichteten Christus-Kirche war der Spielraum eigener Ideen eingeschränkt. So entstand ein recht spröder, wegen der äußersten Beschränktheit der Mittel auch künstlerisch wenig durchgeformter Bau.
Adler unternahm auf Veranlassung des Kronprinzen Friedrich Wilhelm 1871 mit Ernst Curtius eine dreimonatige Reise nach Kleinasien, um die Erforschung antiker Stätten voranzutreiben. Dieses Unternehmen schuf die Grundlagen für die späteren Grabungen des Adlerschülers Carl Humann in Pergamon. Wichtiger für Friedrich Adler wurde die mit der Studienreise verbundene Mission nach Jerusalem, wo er erste Vorarbeiten zum Bau der protestantischen Erlöserkirche zu leisten hatte, die sich über der Ruine einer Kreuzfahrerkirche erheben sollte.
Einen Zwischenaufenthalt in Rom nutzte Adler zur Erforschung der ursprünglichen Gestalt des Pantheon. Das Resultat war ein Rekonstruktionsversuch, der jahrzehntelang in Forscherkreisen als verbindlich galt. Weitere gewichtige baugeschichtliche Studien hatten die kurz zuvor aufgedeckte Stoa des Attalos in Athen und das Straßburger Münster zum Inhalt.
Im Jahr 1874 plante und leitete Adler den Bau der nach der Thomas-Kirche nächstbedeutenden Kirche St. Paul in Bromberg.

### Antikes Olympia

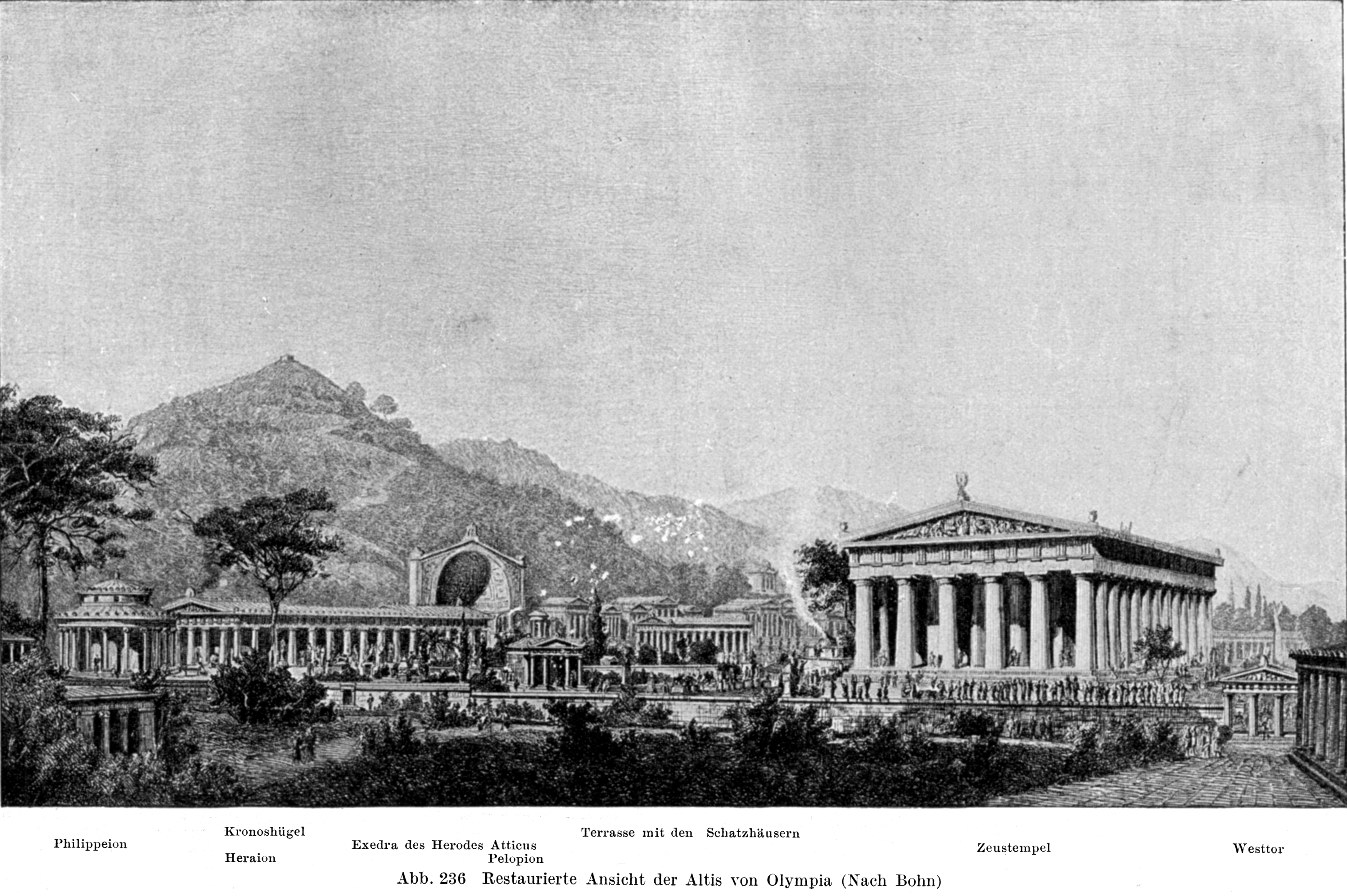
Ansicht der restaurierten Altis in Olympia

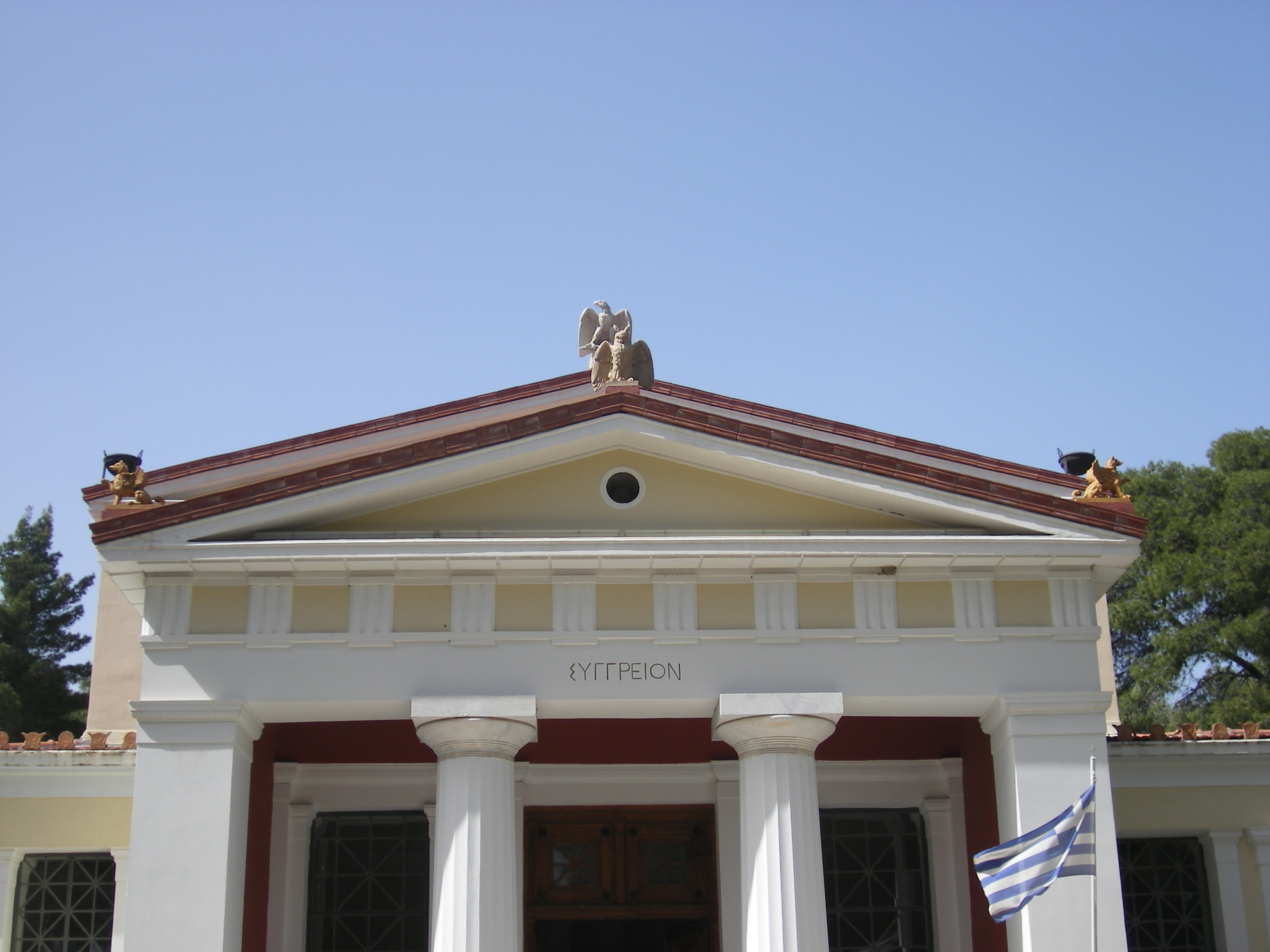
Altes Archäologisches Museum (heute Museum der Geschichte der antiken Olympischen Spiele) in Olympia

In den frühen 1870er Jahren trat das antike Olympia in den Vordergrund des Interesses von Adler. Es gipfelte in den Ausgrabungen der Altis. Das Neue und Bewährte der Organisation von Adlers Aufgaben bestand in der Teilung der Arbeit: ein wesentlicher Teil, die architektonische und topografische Erforschung der Kunststätte, oblag nun einem Architekten, die eigentlichen Grabungen führten vor Ort angeworbene Bauhelfer aus. Während der sechs Jahre anhaltenden Arbeiten war Curtius die Seele und Adler der Organisator des Unternehmens. Adlers Aufgabe bestand darin, die detaillierten wöchentlichen Arbeitsberichte auszuwerten und neue Grabungsdirektiven nach Olympia zu erlassen. Die außerordentliche Vielzahl der ausgegrabenen Fundstücke ließen noch während der Arbeiten die Frage nach einem späteren Standort der Sammlung entstehen.
So wurde Adler 1878 mit der Ausarbeitung von Museumsplänen betraut, und nach der Überwindung größerer Schwierigkeiten und Intrigen konnte 1887 das Museum in Olympia eröffnet werden. Trotz der bescheidenen finanziellen Verhältnisse und der deswegen nicht ausbleibenden Mängel in der Ausführung war es Adler gelungen, seine vielfältigen wissenschaftlichen Forschungen zu Olympia in ein anerkanntes architektonisches Zeugnis zu verwandeln. Der Museumsbau präsentiert sich als ein reines Bauwerk im Stil des Berliner Spätklassizismus. Es gilt als letzte Äußerung der Berliner Bauschule aus der Feder eines bekannten Architekten.

### Staatsdienst
Im Oktober 1877 trat der preußische Dezernent für Kirchenbau zurück. Das Bauministerium übertrug Friedrich Adler, trotz weiterer Mitbewerber, diese Aufgabe. Neben der beruflichen Absicherung als Beamter war damit der Titel eines Geheimen Baurats und Vortragenden Rats im Handelsministerium verbunden. Die Bedeutung dieser Aufgabe für Adler geht daraus hervor, dass er seinen Eintritt in das Staatsbauwesen davon abhängig machte, seine Vorträge zur Geschichte der Baukunst weiterhin unbeschränkt fortsetzen zu dürfen. Neben der Erteilung dieser Sonderkondition war es bemerkenswert, dass mit Adler kein Kandidat aus dem allgemeinen Beamtenreservoir, sondern vielmehr ein allseits anerkannter Fachmann in eine staatliche Position dieses Ranges berufen wurde.
Als Vorsteher des Kirchenbauressorts setzte für ihn eine Phase praktischer Tätigkeit ein, die in einem solchen Umfange selbst ein führender Privatarchitekt auf dem konkurrenzreichen Arbeitsfeld kaum erreichen konnte. Wenn es auch nach wie vor galt, meist Projekte kleineren Umfangs auszuführen, so gelang es Adler, sich zunehmend von der bescheidenen, oft nur auf den Zweck reduzierten Schablonenbauweise frei zu machen, indem er eine Stilistik fand, die vor allem individuellere Lösungen ermöglichte.
Zu nennen sind in diesem Zusammenhang die Doppelturmfassade der Nikolai-Kirche zu Frankfurt an der Oder (1891–1893, seit 1929 Friedenskirche), die Kirche im westpreußischen Schwetz oder die Reformierte Kirche in Insterburg (1886–1890), ein bemerkenswerter Vorgriff auf die Kaiser-Wilhelm-Gedächtniskirche seines Schülers Franz Schwechten in Berlin. Von den kleineren Stadt- und Dorfkirchen sei stellvertretend für rund 300 unter seiner Oberleitung entstandenen Gotteshäuser auf die Jakobikirche in Luckenwalde oder die Eustachius-Kirche in Atzendorf bei Magdeburg verwiesen.
Ein neben Neubauten ebenso weites Feld stellten die Kirchenvollendungen oder Wiederherstellungen dar. So sollte der aus groben Granitquadern um 1260 errichtete Westriegel der Nikolai-Kirche im märkischen Pritzwalk einen oberen Turmabschluss erhalten, den Adler entwarf. Es wurde ein in freien gotischen Formen gestalteter Aufsatz mit gemauertem Helm, was einen deutlichen Kontrast zwischen alten und neuen Baugliedern schuf.
Vergleichbar gestaltete sich die Vollendung des Schleswiger Domes (1888–1894) mit seinem hochaufragenden, weniger norddeutschen als adlerschen Denkmalturm, der gewissermaßen die Brücke zum zeitgleichen Projekt der Wittenberger Schlosskirche (1885–1892) schlug.

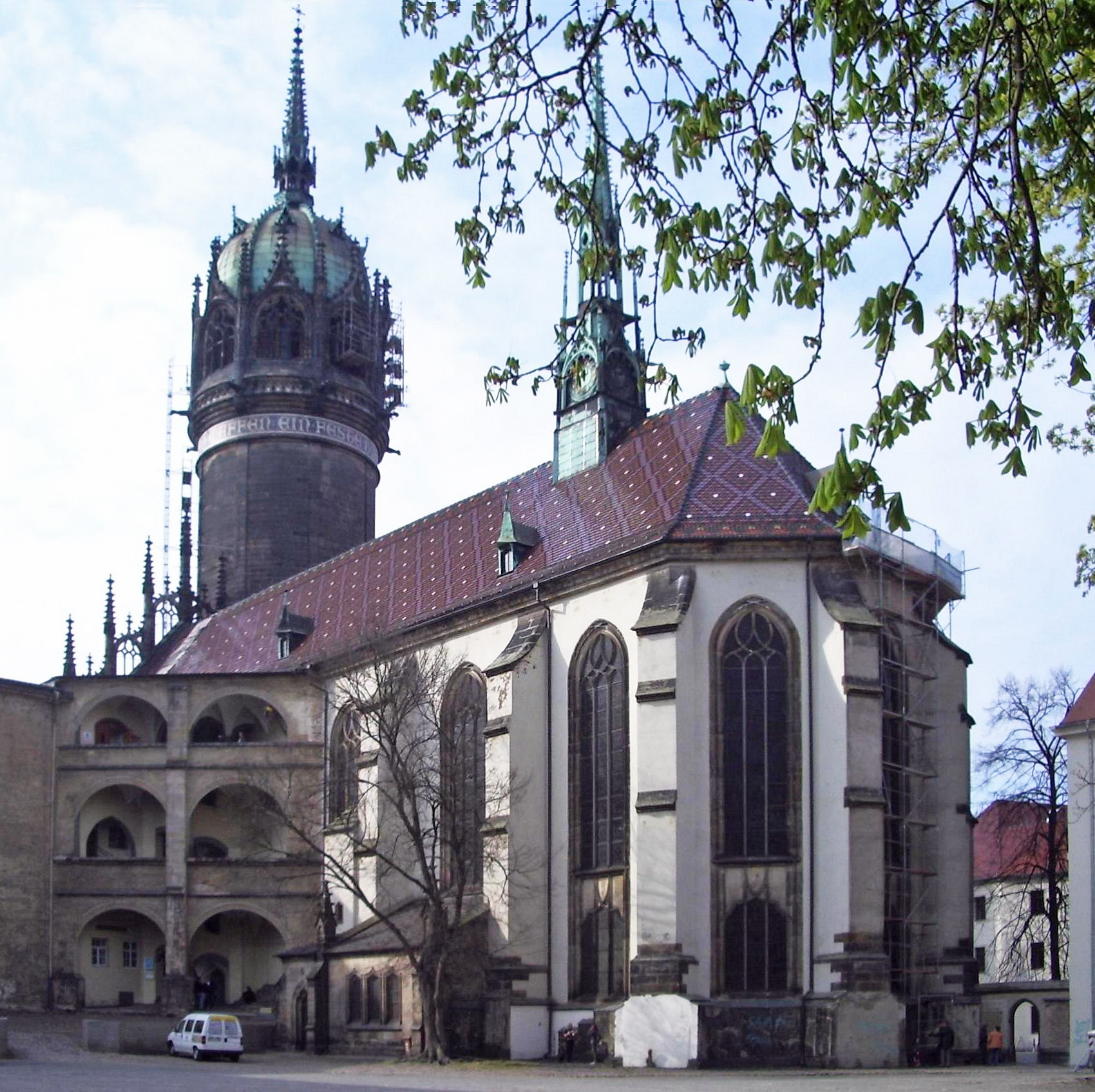
Schlosskirche in Lutherstadt Wittenberg

Aber auch als ausführender Architekt musste Adler während dieser Jahre erfahren, wie zeitraubend und mühsam der Verkehr mit Kommissionen und ranghohen Bauherren war. Ein deutliches Beispiel lieferte dafür sein Wiederherstellungsbau der Wittenberger Schlosskirche, die nach vielen vergeblichen Anläufen anlässlich des 400. Geburtstages Martin Luthers 1883 die entscheidenden Impulse erhielt. Dass die Restaurierungsversuche Schinkels, von Quasts und weniger hochrangiger Architekten aus Finanzgründen gescheitert waren, empfanden die Stadt- und Kirchenverwaltungen 1894 nach Vollendung der Arbeiten letztlich als Glück.
Neben den zahlreichen auf dem gesamten preußischen Staatsgebiet nun entstehenden Stadt- und Landkirchen waren es die Restaurierungsprojekte teilweise sehr prominenter Gotteshäuser, an denen Adler in hohem Maß direkt beteiligt war. Dazu gehören die Rekonstruktionen des Merseburger Doms (1883–1886), des Willibrordi-Doms in Wesel (1883–1896), des Doms in Havelberg (1885–1890, zusammen mit Reinhold Persius), der Marienkirche in Jüterbog (1890) und der Marienkirche in Mühlhausen (nach 1893).

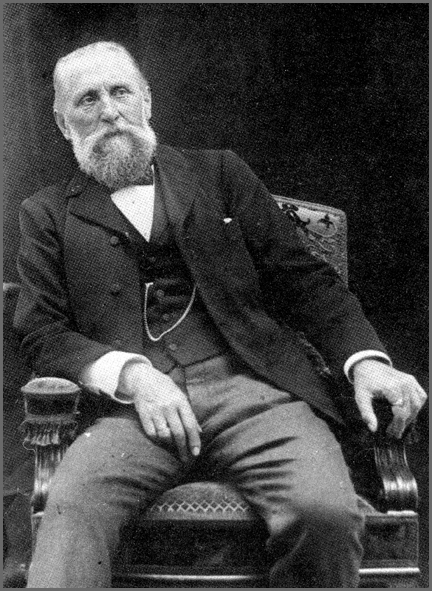
Friedrich Adler, Fotografie von Paul Graef aus dem Jahr 1897

Von Adlers Publikationen aus den mittleren 1880er Jahren fand die umfangreiche Vorrede zu Tiryns seines Freundes Heinrich Schliemann große Beachtung. Adler, von seinem in Diensten Schliemanns stehenden Schwiegersohn Wilhelm Dörpfeld von allen Grabungsunternehmungen und -ergebnissen ausführlich unterrichtet, legte darin nicht nur seine Ansichten über die seinerzeit noch sehr im Dunkeln liegende Frühzeit der griechischen Architektur dar, sondern trug auch wesentlich zur Datierung der mykenischen Denkmäler bei.
Am 10. Oktober 1895 wurde Adler zum Leiter für den Hochbau an der Akademie des Bauwesens bestätigt. Eine Reihe hoher Auszeichnungen schloss sich an, von denen die Ehrenmitgliedschaften des Deutschen Archäologischen Instituts (1895) und des Architektenvereins zu Berlin (1897) sicherlich zu den bedeutenden gehörten. Ebenso ehrenvoll gestaltete sich Adlers Teilnahme an der von den europäischen Staaten mit Argwohn betrachteten Jerusalemfahrt Kaiser Wilhelms II. im Herbst 1898, deren zeremonieller Höhepunkt die pompöse Einweihung von Adlers Erlöser-Kirche am Reformationstag bildete.

### Ruhestand und Tod
Im April 1900 trat Adler von seinen Posten im Ministerium der öffentlichen Arbeiten und an der Akademie des Bauwesens zurück. Seine Lehrtätigkeit behielt er noch weitere drei Jahre bei. In dieser Zeit verliehen ihm die Theologische Fakultät der Friedrich-Wilhelm-Universität 1902 und die Architekturabteilung der Technischen Hochschule Charlottenburg 1903 die Ehrendoktorwürde. Gesundheitliche Gründe veranlassten ihn, im Sommersemester 1903 sein Lehramt aufzugeben und vollends in den Ruhestand zu treten.
Jedoch publizierte er weiter. 1906 gab er eine Sammlung kleinerer, im Laufe von 40 Jahren entstandener Aufsätze unter dem Titel Zur Kunstgeschichte heraus. Den Abschluss seiner Forschungen bildete nach einigen Untersuchungen antiken Inhalts und Rekonstruktionen herausragender Bauwerke wie des Pharos von Alexandria und des Mausoleums von Halikarnassos noch einmal die Veröffentlichung über die Stiftskirche St. Peter in Wimpfen (1908).
Friedrich Adler starb kurz vor Vollendung seines 81. Lebensjahres in seiner Charlottenburger Wohnung in der Meinekestraße 18. Seiner Beisetzung am 18. September 1908 auf dem Friedrichswerderschen Friedhof an der Bergmannstraße wohnten zahlreiche führende Vertreter des baukünstlerischen und akademischen Lebens in Berlin bei. Adler fand seine letzte Ruhestätte in einem Erbbegräbnis zwischen den sterblichen Überresten seiner zuvor verstorbenen zwei Ehefrauen. Die Grabstätte ist nicht erhalten geblieben.
Eine umfangreiche Ausstellung von Adlers Arbeiten im Ehrenhof der Technischen Hochschule Charlottenburg wurde am 23. März 1909 eröffnet. Im Mai 1909 veranstalteten die Technische Hochschule, der Architektenverein in Berlin und die Vereinigung Berliner Architekten eine Gedenkfeier für Friedrich Adler in der großen Halle der Technischen Hochschule Charlottenburg. Etwa zeitgleich plante die preußische Regierung, Adlers Wirken mit einem Denkmal zu ehren, wofür sich ein Ausschuss gegründet hatte. Fachgenossen, Schüler und Freunde wurden aufgerufen, Entwürfe oder Beiträge an den „expedierenden Sekretär“ (Kiesel) der Hochschule einzureichen.

## Schriften (Auswahl)
- Die Baugeschichte von Berlin. Berlin 1861
- Das Berliner Rathaus. Berlin 1861
- Mittelalterliche Backstein-Bauwerke des preußischen Staates. (12 Lieferungen der Zeitschrift für Bauwesen) Berlin 1859–1898. Digitalisat
- A. Schlüter. Berlin 1862/1863
- Schinkel. 1864
- Die Weltstädte in der Baukunst. Berlin 1868
- Die Bauschule zu Berlin von C. F. Schinkel. Berlin 1869
- In Athen (Briefauszüge April und Mai 1870), in: Deutsche Bauzeitung Jg.1870, S. 160–161, 185–187, 194–195 und 222.
- Baugeschichtliche Forschung in Deutschland. (2 Bände) 1870–1879
- Das Pantheon in Rom. Berlin 1871
- Der Felsendom und die heilige Grabeskirche zu Jerusalem.Berlin 1873
- Die Stoa des König Attalos II. zu Athen. Berlin 1874
- E. Curtius, F. Adler (Hrsg.): Olympia und Umgegend. 2 Karten und 1 Situationsplan, gezeichnet von Kaupert und W. Dörpfeld.  Berlin 1882
- Vorwort zu H. Schliemann, Tiryns, 1886
- E. Curtius, F. Adler (Hrsg.): Olympia. Die Ergebnisse der Ausgrabungen.(I–V) Berlin 1890–1897 (einzelne Abschnitte über baugeschichtliche Probleme)
- Die Schlosskirche in Wittenberg, ihre Baugeschichte und Wiederherstellung. Berlin 1895.
- Der Dom in Schleswig, in: Zeitschrift für Bauwesen 47 (1897), S. 187–199.
- Das geistige Deutschland. 1898. (Autobiografie)
- Die evangelische Erlöser-Kirche in Jerusalem. Berlin 1898
- Das Mausoleum zu Halikarnass. Berlin 1900
- Der Pharos von Alexandria. Berlin 1901
- Zur Kunstgeschichte. Berlin 1906. (Reden und Aufsätze, vgl. auch Zeitschrift für Bauwesen, Registerband des Jahrgangs 1851–1900)